# Punktierung (Musik)

Punktierte Viertelnote

Die Punktierung ist ein Symbol in der musikalischen Notation: Ein Punkt hinter der Note erhöht den Notenwert um die Hälfte, das heißt, der Ton wird um die Hälfte seines eigenen Wertes länger gespielt. Entsprechend kann auch ein Pausenzeichen punktiert und so die Pause um die Hälfte verlängert werden.
Die Punktierung bezeichnet aber auch eine Dreiteiligkeit, denn eine punktierte Note entspricht dem dreifachen Wert der nächstkürzeren.

## Notation

### Einfache Punktierung

Oben: Eine punktierte halbe Note entspricht einer halben Note und einer Viertelnote, verbunden mit einem Haltebogen. Noch deutlicher wird die Vereinfachung der Schreibweise bei doppelter und dreifacher Punktierung (Mitte und unten).

Da Noten von links nach rechts gelesen werden, wird der Punkt rechts neben die betreffenden Note oder Pause geschrieben. Steht die Note auf einer Linie, sitzt der Punkt in der Regel im nächsthöheren Zwischenraum, bei mehreren Stimmen in einem Notensystem zum Teil auch im darunter liegenden Zwischenraum. Der Verlängerungspunkt darf nicht mit Punkten ober- oder unterhalb des Notenkopfs verwechselt werden, die das Staccato bezeichnen (eine Form der Artikulation), in der Zeit der Wiener Klassik gelegentlich auch Akzente.
Da der Punkt eine hinten angehängte Note halber Dauer symbolisiert, hängt die Verwendbarkeit des Symbols von der Stellung der Hauptnote innerhalb des metrischen Rasters ab. Soll also beispielsweise eine punktierte Viertelnote im 3/4-Takt nicht auf einer Zählzeit beginnen, sondern genau dazwischen, wäre ihre Notation als Viertelnote plus Punkt nicht korrekt; sie muss als Achtelnote mit (durch einen Haltebogen) angehängter Viertel geschrieben werden.
Bezeichnet werden die so verlängerten Noten durch das Adjektiv punktiert, also zum Beispiel punktierte Halbe oder punktierte Viertel. Dreiviertelnote, Dreiachtelnote etc. sind dagegen heute seltener anzutreffen.

### Mehrfache Punktierung

Joseph Haydn, Streichquartett Opus 74, Nr. 2

An punktierte Noten kann ein weiterer Punkt angehängt werden. Dieser erhöht die durch den ersten Punkt repräsentierte Verlängerung noch einmal um die Hälfte. Eine doppelt punktierte Halbe hat also den Wert einer halben Note plus Viertelnote plus Achtelnote.
Bei der dreifachen Punktierung bedeutet der dritte Punkt entsprechend noch einmal eine Verlängerung um die Hälfte im Vergleich zu der Verlängerung durch den zweiten Punkt. Dreifache Punktierungen sind in der Musik des Barock und der Klassik praktisch unbekannt, finden sich aber gelegentlich in der Musik der Romantik und Spätromantik, etwa bei Frédéric Chopin, sowie regelmäßig bei Richard Wagner und Anton Bruckner.
Theoretisch ließe sich die Zahl der Mehrfachpunktierungen beliebig fortsetzen, in der Praxis finden sich jedoch maximal – und extrem selten – vierfache Punktierungen.
Die Länge einer Note mit n Punkten ist um den Faktor {\displaystyle \left(1+{\tfrac {1}{2}}+{\tfrac {1}{4}}+\cdots +{\tfrac {1}{2^{n}}}\right)=2-{\frac {1}{2^{n}}}} mal so lang wie der ursprüngliche Notenwert. Damit kann der Notenwert einer Note allein durch das Anhängen niemals verdoppelt werden, jedoch kann man dem doppelten Notenwert beliebig nahekommen. Eine beliebig oft punktierte Viertel ist also immer noch kürzer als eine Halbe.

## BegriffPunktierung
Auch unabhängig von ihrer konkreten graphischen Repräsentation können Töne als punktiert bezeichnet werden, wenn sie die Länge von eineinhalb Standardnotenlängen haben. So wird man oft in einem schnellen Dreiertakt drei der angegebenen Grundwerte zu einer Zählzeit zusammenfassen, also in einem 6⁄8-Takt („Komm, lieber Mai, und mache“) nicht sechs Achtel zählen, sondern nur zwei Schläge. Diese Zählzeiten fassen jeweils drei Achtel zusammen und können als punktierte Viertel bezeichnet werden.
Auch Rhythmen, in denen regelmäßig einer punktierten Note die nächstkleinere unpunktierte folgt (etwa punktiertes Achtel – Sechzehntel – punktiertes Achtel – Sechzehntel), können als „punktierte Rhythmen“ bezeichnet werden.

## Punktierung in der Barockmusik
Die Notierung entwickelte sich erst im Lauf der Zeit zu einem richtigen System. Noch 1752 schrieb der bekannte Flötist Johann Joachim Quantz, dass „man die Zeit der kurzen Note nach dem Puncte eigentlich nicht recht genau bestimmen kann“. Quantz scheint auch der erste zu sein, von dem die Verwendung der Doppelpunktierung überliefert ist.
Ausgehaltene Töne auf den Zählzeiten, denen ein kurzer Ton oder schneller Lauf unmittelbar vor der nächsten Zählzeit folgt, waren im Barock sehr beliebt; sie sind charakteristisch für den Anfangsteil der französischen Ouverture. Dabei wurde historisch eine bis zu einem gewissen Grad unpräzise Notation toleriert, die heute als unkorrekt gelten müsste und in den Ausgaben meist auch nach heutigen Standards korrigiert wird. Diese „Korrektur“ ist aber natürlich nicht eindeutig. Nach den Vorstellungen der historischen Aufführungspraxis ist es Aufgabe des Interpreten, sich zu informieren, wie die damalige Notations- und Spielpraxis war und dann selbst zu entscheiden, wie dies zu spielen ist. Daher wird man versuchen, möglichst Kopien der Originalnoten zum Vergleich zu verwenden.
Beispielsweise übernimmt Johann Sebastian Bach ab 1722 aus der französischen Musik einen Rhythmus aus einer punktierten Achtel und drei auftaktigen Zweiunddreißigsteln. Er notiert das zunächst immer etwa so: . Später kommen jedoch auch Formen wie  und  vor. Es ist umstritten, ob Bach hier nur die Zählzeiten korrigierte oder ob er unterschiedliche Ausführungen wollte. Man kann nämlich auch der Meinung sein, dass der Rhythmus in diesem Zusammenhang sowieso immer überpunktiert wurde.